# António Maria Bessa Taipa
António Maria Bessa Taipa (Freamunde, Paços de Ferreira, 11 de Novembro de 1942) é um bispo católico português, actualmente bispo-auxiliar emérito do Porto.

## Biografia
Nasceu em Freamunde, concelho de Paços de Ferreira, filho de Daniel de Oliveira Taipa e de sua mulher Maria Olívia Bessa Gomes.
Frequentou o Seminário do Porto (1954-1966), onde fez os cursos filosóficos e teológicos, tendo passado também pelo Colégio de Ermesinde e pelos Seminários de Trancoso, Vilar e Seminário Maior de Nossa Senhora da Conceição.
Foi ordenado presbítero a 15 de agosto de 1966 na Sé Catedral do Porto por Florentino Andrade e Silva. No ano (1966-1967) foi nomeado Prefeito e Professor no Seminário do Paraíso à Foz.
Em 1967 segue para Roma para frequentar a Licenciatura em Teologia Dogmática na Pontifícia Universidade Gregoriana, concluída em 1969 e a Licenciatura em Sagrada Escritura no Pontifício Instituto Bíblico, concluída em 1972.
No regresso é nomeado pelo bispo António Ferreira Gomes para prefeito e professor de Sagrada Escritura e Teologia Dogmática do Seminário Maior. Inicia a sua actividade docente a partir do ano de 1987 e em 1979 é nomeado reitor do Seminário Maior do Porto, cargo que ocupou até 1999.
A 10 de maio de 1981 é nomeado cónego do cabido da catedral por António Ferreira Gomes e passa a integrar a Comissão Diocesana da Doutrina da Fé em 13 de março de 1986 pelo arcebispo-bispo do Porto, Júlio Tavares Rebimbas.
Desempenhou o cargo de vigário geral desde 21 de setembro de 1998 e foi juíz no Tribunal Diocesano.
Foi nomeado bispo auxiliar do Porto a 22 de fevereiro de 1999 pelo Papa João Paulo II, e bispo titular de Tabbora. Foi ordenado na Sé Catedral do Porto, a 18 de abril de 1999 por Armindo Lopes Coelho e pelos bispos co-ordenantes Júlio Tavares Rebimbas e João Miranda Teixeira.
É vogal na Comissão Episcopal de Liturgia e Espiritualidade, para um mandato válido até 2014.